# Город мальчиков
«Город мальчиков» (англ. Boys Town) — биографическая драма режиссёра Нормана Таурога, выпущенная в 1938 году.

## Сюжет
Отец Флэнеган после разговора с осуждённым на смертную казнь преступником, сказавшим, что он мог быть другим, если бы кто-то позаботился о нём в детстве, решает закрыть свой приют для бродяг и заняться детьми. Придя на суд над малолетними нарушителями закона, он уговаривает свидетелей, одним из которых является его друг, местный предприниматель Дэйв, отказаться от претензий, а судье обещает дать мальчикам кров и заботу. Мальчишек отпускают, а отец Флэнеган отправляется к епископу. На встрече с ним он отказывается от предложения встать во главе прихода и просит разрешить ему заняться воспитанием мальчиков. После получения дозволения священник берёт в долг у Дэйва деньги, снимает дом, обставляет его мебелью и основывает приют. Через год дом полон детей, и отец Флэнеган уговаривает Дэйва проехать с ним в Омаху, Небраска, где показывает ему красивый участок размером 200 акров и рассказывает о своём плане купить его и построить настоящий город для мальчиков. Дэйв соглашается помочь при условии, что священник разберётся с Харгвейзом, редактором влиятельной газеты, который не верит в успех дела отца Флэнегана и своими статьями может пресечь их благое начинание. Во время беседы со священником редактор соглашается поддержать идею, но только до первой ошибки, которая бы подтвердила его опасения относительно возможности исправления трудных подростков. Первые три дома будущего города возводятся силами отца Флэнегана и самих мальчиков.
К священнику поступает просьба от заключённого Джо Марша приехать к нему. При встрече тот просит отца Флэнегана позаботиться о своём младшем брате, Уайти Марше, который находится на свободе, но всячески старается подражать брату-уголовнику. Священник выполняет его просьбу и привозит Уайти в город мальчиков. Сразу же по прибытии новичок начинает вести себя вызывающе, по-хамски, будто он на голову выше остальных. Пытается уйти из города и всё же остаётся. Узнав про пост мэра, избираемого самими детьми, Уайти решает занять его во что бы то ни стало. Ведя себя вызывающее и надменно, он делает попытки завоевать сторонников, но только отвращает мальчиков от себя, служа объектом их шуток. Однако некоторые, в том числе и любимец всего города Пи Ви, его поддерживают, и Уайти начинает свою избирательную кампанию. Среди прочих он пытается уговорить одного из кандидатов, Тони Понесса (хромого мальчика, при поддержке отца Флэнегана решившегося попробовать себя на мэрском поприще), снять свою кандидатуру в его пользу и уходит от него в полной уверенности, что тот пойдёт ему навстречу. Однако благодаря поддержке бывшего мэра Города Фредди Фуллера и большинства мальчиков на выборах побеждает хромой Тони.
Обидевшись на Фуллера, Уайти решает выяснить с ним отношения на ринге — и проигрывает бой. Раздосадованный, он собирает вещи и уходит из города. Пи Ви бросается за ним вдогонку, чтобы уговорить вернуться, но по случайности попадает под машину. Его увозят в лазарет, а растерянный, винящий в происшедшем себя, Уайти отправляется в город и становится случайным свидетелем ограбления. Узнав в одном из грабителей своего брата, сбежавшего накануне из тюрьмы, мальчик окликнул его. Не узнавший в темноте младшего брата, Джо ранит его. Затем, с целью его спасения, он звонит отцу Флэнегану и сообщает, что оставил Уайти в церкви. Священник привозит раненного мальчика в лазарет, к нему приставляют полицейского. Отец Флэнеган пытается уговорить Уайти рассказать правду, ибо приюту теперь грозит закрытие, но юный герой не желает выдавать брата и ночью сбегает. Он приходит в таверну, где скрывается брат с сообщниками, не замечая, что за ним отправились следить двое мальчишек, и сообщает брату, что не хочет закрытия города и утром всё расскажет полиции. Один из сообщников Джо Марша берёт их на прицел и говорит, что не позволит этого сделать. Те двое, узнав, куда сбежал Уайти, приводят с собой в таверну всех жителей приюта во главе с отцом Флэнеганом, освобождают Уайти и его брата, в то же время считая мальчика предателем и сообщником грабителей. Уайти со слезами на глазах раскрывает им всю правду.
Через некоторое время Дэйв сообщает отцу Флэнегану, что их финансовое положение вполне стабильно, а тот делится с ним намерением построить ещё один дом, теперь уже на 500 мальчиков. На собрании мэром города избирают Уайти Марша.

## В ролях
| Актёр          | Роль           |
| -------------- | -------------- |
| Спенсер Трейси | отец Флэнеган  |
| Микки Руни     | Уайти Марш     |
| Генри Халл     | Дэйв Моррис    |
| Джин Рейнольдс | Тони Понесса   |
| Виктор Килиан  | шериф          |
| Джонатан Хейл  | Джон Хпргрейвз |

## Награды и номинации
| Год  | Премия | Категория                      | Имя                       | Результат |
| ---- | ------ | ------------------------------ | ------------------------- | --------- |
| 1939 | Оскар  | Лучшая мужская роль            | Спенсер Трейси            | Победа    |
| 1939 | Оскар  | Лучший оригинальный сюжет      | Элеанор Гриффин, Дор Шери | Победа    |
| 1939 | Оскар  | Лучший режиссёр                | Норман Таурог             | Номинация |
| 1939 | Оскар  | Лучший фильм                   | Metro-Goldwyn-Mayer       | Номинация |
| 1939 | Оскар  | Лучший адаптированный сценарий | Джон Миэн, Дор Шери       | Номинация |